# 色务乡
色务乡（藏語：སེའུ་），是中华人民共和国西藏自治区那曲市安多县下辖的一个乡镇级行政单位，位于唐古拉山北部，实际管辖地地跨西藏自治区和青海省两省区，乡政府驻地位于青海省境内的赤布张错北岸。

## 行政区划
色务乡下辖以下地区：
美接岗村、桑果村、巴姆罗宗村和玛毛许那村。